# Эшби (фильм)
«Э́шби» (англ. Ashby) — комедийно-драматический фильм, созданный Тони Макнамарой. Премьера состоялась на «Кинофестивале Трайбека» 19 апреля 2015 года. В США фильм вышел в ограниченном выпуске и на видео 25 сентября 2015 года. Слоган фильма «Просто киллер».

## Сюжет
Семнадцатилетний Эд Уоллис переезжает в другой город и поступает в школу. И сразу же получает первое задание — «найти пожилого человека, поговорить с ним и написать об этом эссе». Эд решает написать про своего нового соседа, бывшего киллера, который решил разобраться с бывшими боссами и которому осталось жить всего несколько месяцев.

## В ролях
| Актёр           | Роль          |
| --------------- | ------------- |
| Микки Рурк      | Эшби Холт     |
| Нэт Вулфф       | Эд Уоллис     |
| Эмма Робертс    | Элоиза        |
| Сара Сильверман | Джун Уоллис   |
| Кевин Данн      | тренер Братон |
| Захари Найтон   | отец Тэд      |
| Майкл Лернер    | Энтвистл      |
| Джон Инос III   | тренер Уолли  |
| Адам Алдеркс    | Уолчек        |
| Одри Рейд Коуч  | Хейли         |
| Стив Култер     | Питер Блэк    |

## Производство
В июне 2014 года стали известны имена актёров, которые присоединились к актёрскому составу. 27 июня 2014 года стало известно, что Майкл Ленер, Кевин Данн и Захари Найтон присоединились к актёрскому составу.

### Съемки
Съемки начались 22 июня 2014 года в городе Шарлотт, штат Северная Каролина и продолжались в течение 5 недель. 23 июня актёрский состав был замечен в Мэттьюсе, штат Северная Каролина.

### Музыка
В октябре 2014 года Алек Пуро был нанят, чтобы написать музыку к фильму.

## Критика
Фильм получил смешанные отзывы от кинокритиков. На сайте Rotten Tomatoes фильм имеет рейтинг 53 % на основе 19 рецензий со средним баллом 5,6 из 10. На сайте Metacritic фильм имеет оценку 46 из 100 на основе 8 рецензий критиков, что соответствует статусу «смешанные или средние отзывы».